# Dominic Thiem
Dominic Thiem (phát âm tiếng Đức: [ˈdɔmɪnɪk ˈtiːm]; sinh ngày 3 tháng 9 năm 1993) là cựu vận động viên quần vợt chuyên nghiệp người Áo từng chơi ở hệ thống ATP với vị trí xếp hạng cao nhất là thứ 3 thế giới được lập vào ngày 2 tháng 3 năm 2020. Anh đã từng giành 17 danh hiệu đơn của ATP World Tour, trong đó có 1 danh hiệu Grand Slam US Open 2020 và 1 danh hiệu Masters 1000 Indian Wells 2019.

## Cuộc sống ban đầu và lý lịch
Thiem sinh ra ở Wiener Neustadt, Áo, vào ngày 3 tháng 9 năm 1993 có bố mẹ là Wolfgang và Karin Thiem, cả hai đều là huấn luyện viên quần vợt. Anh cũng có một người em trai, Moritz Thiem, cũng là một vận động viên quần vợt chuyên nghiệp. Thiem lớn lên ở Lichtenwörth và bắt đầu chơi quần vợt khi mới 6 tuổi.
Bố của Thiem, Wolfgang, bắt đầu làm huấn luyện viên tại học viện của Günter Bresnik ở Vienna vào năm 1997, khi Thiem mới ba tuổi. Bresnik chính thức trở thành huấn luyện viên của Thiem từ năm 9 tuổi. Chính Bresnik là người đã khuyên Thiem chuyển từ trái tay hai tay sang trái tay một tay khi anh mới 12 tuổi. Bresnik đã nói rằng kết quả thi đấu cấp độ trẻ của Thiem đã giảm sút trong khoảng một năm khi kỹ thuật đánh bóng bắt đầu phát triển. Thiem phải vật lộn với các vấn đề sức khỏe khi anh 17 tuổi, nguyên nhân mà anh cho là do tốc độ tăng trưởng vượt bậc của chiều cao khi mà anh cao lên 16 cm mà anh có trong năm đó.

## Sự nghiệp

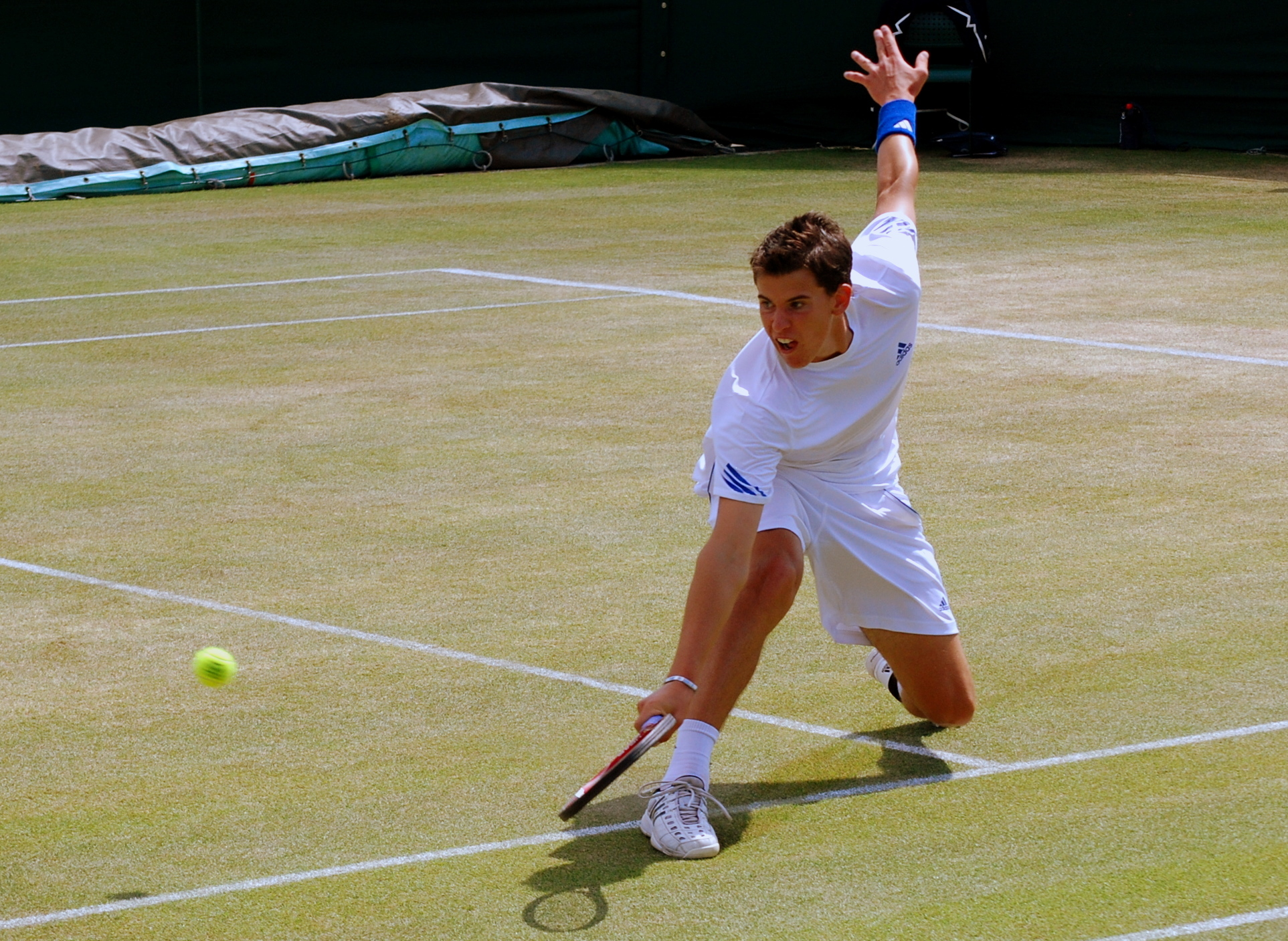
Thiem năm 2011

### Trẻ
Thiem tìm đến vị trí thứ 2 thế giới ITF Junior (cả đơn lẫn đôi). Anh thua trận chung kết của Pháp Mở rộng 2011 sự kiên đơn nam trẻ, trước Bjorn Fratangelo, trong 3 set. Thiem hoàn thành sự nghiệp trẻ bởi chiến thắng cuối cùng của giải đấu lên đầu bảng trong việc giành danh hiệu đơn nam tại Dunlop Orange Bowl.

### 2013
Năm 2013, Thiem nhận vé đặc cách vào vòng chính thức ở giải 2013 Bet-at-home Cup Kitzbühel, nơi anh ta vượt qua đến vòng tứ kết bới đánh bại hạt giống số 4 Jürgen Melzer ở vòng hai. Anh ấy thua ở vòng tứ kết trước Albert Montañés 1 set trắng. Thiem tìm đến trận tứ kết thứ hai của mình trong năm thuộc ATP 250 sự kiện Erste Bank Open 2013. Anh đã nhận được vé đặc cách, nhưng thua ở hạt giống số 1 của giải, Jo-Wilfried Tsonga, trong ba séc khó khăn.

### 2014: Chung kết ATP đầu tiên

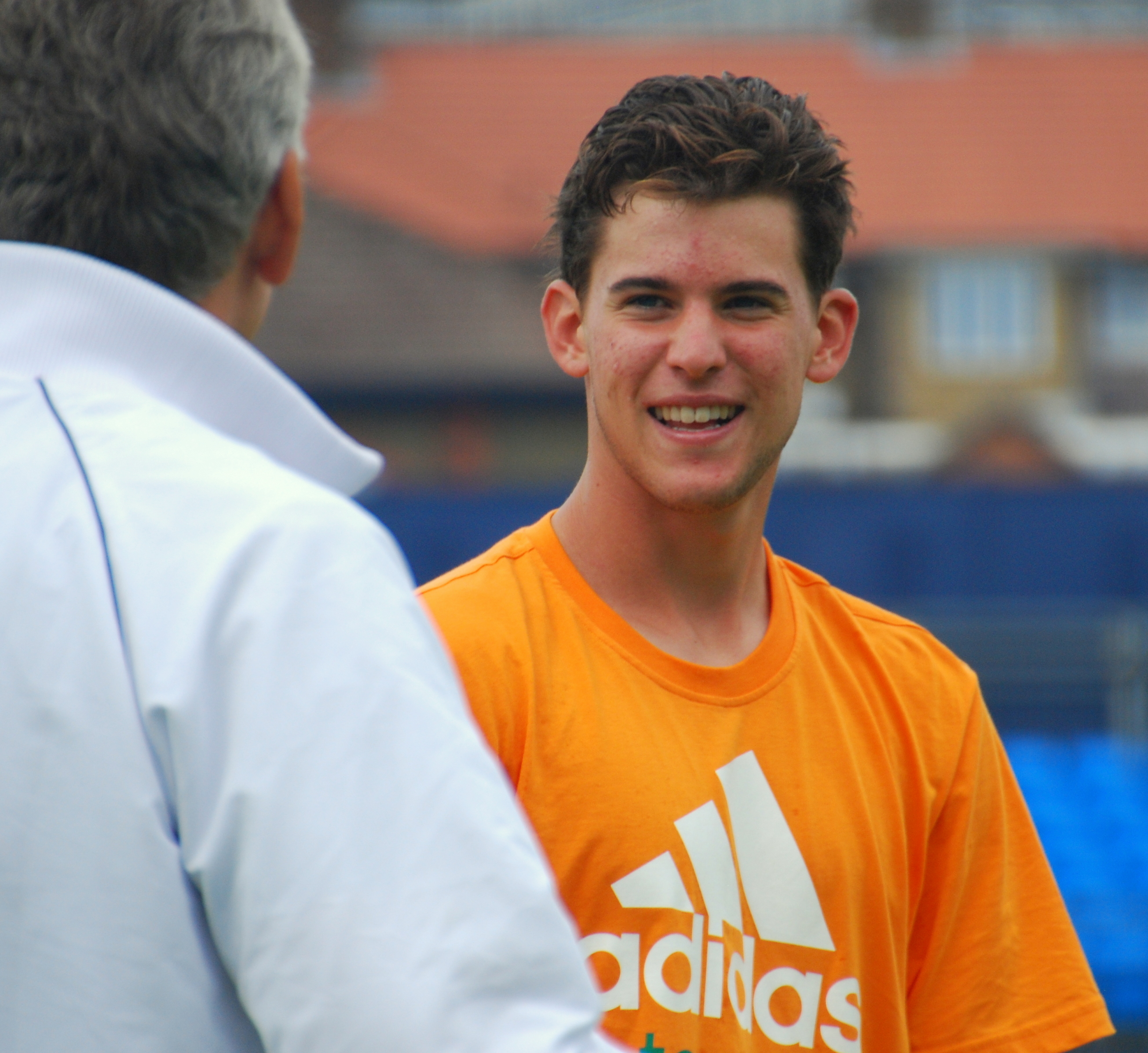
Thiem năm 2014

Thiem bắt đầu năm tại 2014 Qatar ExxonMobil Open bởi vượt qua nó 3 vòng loại để có được chỗ ở vòng thi đấu chính thức, nhưng thua tay vợt Peter Gojowczyk ở vòng một. Tại Úc Mở rộng 2014, Thiem đã vượt qua được ba trận vòng loại và đánh bại hạt giống thứ hai trên đường đi, Martin Kližan, để có thể tham gia vòng chính thức. Anh đánh bại João Sousa ở vòng một trong 4 séc, trở thành trận chiến thắng chính thức đầu tiên của anh tại giải đấu Grand Slam. Sau đó anh thua hạt giống số 19 Kevin Anderson trong 3 séc trắng.
Tại Bet-at-home Cup Kitzbühel 2014, Thiem đã là hạt giống số 5. Ở tứ kết anh ấy đã đành bại đương kim vô địch giải cũng là hạt giống số 2 giải Marcel Granollers. Sau đó anh đánh bại Juan Mónaco để lọt vào trận chung kết ATP World Tour 250 đầu tiên ở tuổi 20. Ở chung kết, anh để thua tay vợt David Goffin mặc dù đã thắng séc đầu tiên.
Cạnh tranh trong lần đầu tiên tham dự Mỹ Mở rộng năm 2014, Thiem đạt đến vòng bốn sau sau hai trận thua vòng 1 liên tiếp ở Toronto và Cincinnati Masters. Anh ấy đánh bại Slovakian Lukáš Lacko, hạt giống sô 11 Ernests Gulbis, và hạt giống số 19 là Feliciano López, trước khi thua hạt giống số 6 là Tomáš Berdych.

### 2017: Danh hiệu ATP thứ 8
Thiem trờ lại năm bởi đang chơi ở Brisbane International, cả đơn và đôi. Anh ta chơi cùng Kei Nishikori in doubles. Anh ta đánh bại Sam Groth, nhưng thua ở vòng tứ kết trước đối thủ đã vô địch Grigor Dimitrov. Sau đó Thiem thành không để chơi ở Apia International Sydney, là hạt giống số 1 giải đó. Thiem vượt qua Gastao Elias nhưng thua ở trận đến người vào vòng chung kết Dan Evans.
Tại Úc Mở rộng, Thiem đã đánh bại Jan-Lennard Struff, Jordan Thompson, và Benoit Paire trong những vòng đầu, nhưng thua trước David Goffin ở vòng 4. Tay trái của Thiem là 1 điểm yếu trước Goffin, với 29 cứ trái tay không hiệu quả, theo thống kê của IBM Slamtracker Rally.
Sau khi đánh bại trận đầu tiên của anh tại Sofia Mở rộng, nơi anh đã là hạt giống hàng đầu giải, trước Nikoloz Basilashvili, Thiem tham gia giải đấu Rotterdam cho sự ATP 500 đầu tiên trong năm, noi anh là hạt giống số 2 của giải. Sau khi đánh bại Alexander Zverev và Gilles Simon, Thiem đã bất ngờ đánh bại ở vòng tứ kết trước Pierre-Hugues Herbert.
Tuần sau, Thiem đã 1 lần nữa là hạt giống số 2 của 1 sự kiện ATP 500 event, thời gian đó ở Rio Open. Thiem tìm đến chung kết đầu tiên trong năm, với giành chiến thắng rJanko Tipsarević, Dušan Lajović, Diego Schwartzman và Albert Ramos Viñolas. Thiem sẽ có danh hiệu đầu tiên kể từ tháng 6 năm trước, đánh bại Pablo Carreño Busta ở chung kết. Đó đã là danh hiệu ATP World Tour thứ 8 của Thiem, và là thứ 6 trên mặt sân đất nện à là thứ 2 ATP 500.
Sau chức vô đich ở Rio, Thiem đã chơi 3 sự kiện ATP 500 của anh trong nhiều tuần Mexican Open ở Acapulco, nơi anh đã là đương kim vô địch của giải. Hạt giống số 4, Thiem đánh bại tay vợt người Pháp là Gilles Simon và Adrian Mannarino, đánh bại cả hai trong 2 séc, đi đến vòng tứ kết. Thiem đã kết thúc giải đấu này bời Sam Querrey, người sẽ đi tiếp và thành công giành chức vô địch sau đó.
Sau đó Thiem đấu đầu giải BNP Paribas Open cho sự kiện Masters 1000 đầu tiên trong năm. Là hạt giống số 8, Thiem event of the year. Seeded eighth, Thiem thoải mái làm việc theo cách của mình thông qua ba trận đấu đầu tiên, đánh bại Jeremy Chardy, Mischa Zverev và Gael Monfils mà chỉ cần đến 2 sét mỗi trận. Ở tứ kết, anh ta đã gặp Stan Wawrinka, nhưng Thiem có thể bỏ lỡ một trận bán kết Masters 1000 đầu tiên, thua một trận séc tie-break cuối cùng.
Sau khi thua trận mở màn ở Miami trước Borna Coric 1-6,5-7, và vòng hai rời khỏi Monte Carlo trước David Goffin 6-7, 6-4, 3-6, anh ta đã đánh trận chung kết ATP thứ 12 của anh, và là thứ 2 trong năm, ở Giải quần vợt Barcelona Mở rộng thua Rafeal Nadal với tỷ số 4-6, 1-6. Anh cũng đánh bại Andy Murray trong vòng bán kết với tỷ số các séc lần lượt là 6-2, 3-6, 6-4.
Vào tháng 5 năm 2017 tại Mutua Madrid Open, Thiem đánh bại Vauh Jared Donaldson, Grigor Dimitrov (tát cả đều 3 séc tiebreaker), Borna Coric và Pablo Cuevas để chơi với đối thủ là Rafael Nadal ở chung kết Masters 1000 đầu tiên của anh. Đây là trận chung kết thứ hai của Thiem gặp Nadal. Thiem thua Nadal (8) 6-7, 4-6 cho thấy sự cải thiện về điểm số Giải quần vợt Barcelona Mở rộng của anh trước Nadal. Kết quả của buổi biểu diễn này, Thiem đã kết thúc tuần xếp hạng thứ 3 đường đua đơn (đến Luân Đôn).
Thiem đánh bại Rafael Nadal ở tứ kết của giải đấu Rome Masters 1000 ở trong 2 séc, sau đó thua Noval Djokovic ở bán kết.

## Nhầm lẫn tại Việt Nam
Dominic Thiem từng bị nhầm là có gốc gác Việt Nam do tên họ của anh - "Thiem" gần giống với từ "Thiêm" hoặc "Thiềm" trong tiếng Việt, tuy nhiên điều này không đúng. "Thiem" là một họ tuy không phổ biến nhưng không phải là hiếm ở các nước như Đức, Áo hay Thụy Sĩ và Dominic Thiem hoàn toàn không phải là người gốc Việt hay có liên quan đến Việt Nam.

## Các trận chung kết quan trọng
Chung kết Grand Slam: 1 (1 danh hiệu,3 á quân)
| Kết quả | Năm  | Giải đấu     | Mặt sân | Đối thủ          | Tỷ số                        |
| ------- | ---- | ------------ | ------- | ---------------- | ---------------------------- |
| Á quân  | 2018 | Pháp Mở rộng | Đất nện | Rafael Nadal     | 4–6, 3–6, 2–6                |
| Á quân  | 2019 | Pháp Mở rộng | Đất nện | Rafael Nadal     | 3–6, 7–5, 1–6, 1–6           |
| Á quân  | 2020 | Úc Mở rộng   | Cứng    | Novak Djokovic   | 4–6, 6–4, 6–2, 3–6, 4–6      |
| Vô địch | 2020 | Mỹ Mở rộng   | Cứng    | Alexander Zverev | 2–6, 4–6, 6–4, 6–3, 7–6(8–6) |

### Chung kết ATP Finals

#### Đơn: 2 (2 á quân)
| Kết quả | Năm  | Giải đấu                   | Mặt sân  | Đối thủ            | Tỷ số                   |
| ------- | ---- | -------------------------- | -------- | ------------------ | ----------------------- |
| Á quân  | 2019 | ATP Finals, Vương quốc Anh | Cứng (i) | Stefanos Tsitsipas | 7–6(8–6), 2–6, 6–7(4–7) |
| Á quân  | 2020 | ATP Finals, Vương quốc Anh | Cứng (i) | Daniil Medvedev    | 6–4, 6–7(2–7), 4–6      |

### Chung kết Masters 1000

#### Đơn: 3 (1 danh hiệu, 2 á quân)
| Kết quả | Năm  | Giải đấu             | Mặt sân | Đối thủ          | Tỷ số          |
| ------- | ---- | -------------------- | ------- | ---------------- | -------------- |
| Á quân  | 2017 | Madrid Open          | Đất nện | Rafael Nadal     | 6–7(8–10), 4–6 |
| Á quân  | 2018 | Madrid Open          | Đất nện | Alexander Zverev | 4–6, 4–6       |
| Vô địch | 2019 | Indian Wells Masters | Cứng    | Roger Federer    | 3–6, 6–3, 7–5  |

#### Đôi: 1 (1 á quân)
| Kết quả | Năm  | Giải đấu    | Mặt sân | Đối thủ           | Tỷ số                         |          |
| ------- | ---- | ----------- | ------- | ----------------- | ----------------------------- | -------- |
| Á quân  | 2019 | Madrid Open | Đất nện | Diego Schwartzman | Jean-Julien Rojer Horia Tecău | 2–6, 3–6 |

## Chung kết ATP

### Đơn: 29 (17 danh hiệu, 12 á quân)
| Giải đấu                     |
| ---------------------------- |
| Grand Slam tournaments (1–3) |
| ATP Tour Finals (0–2)        |
| ATP Tour Masters 1000 (1–2)  |
| ATP Tour 500 Series (5–1)    |
| ATP Tour 250 Series (10–4)   |

| Mặt sân        |
| -------------- |
| Cứng (6–4)     |
| Đất nện (10–8) |
| Cỏ (1–0)       |

| Kiểu sân          |
| ----------------- |
| Ngoài trời (15–8) |
| Trong nhà (2–4)   |

| Kết quả | Thắng-Thua | Ngày             | Giải đấu                      | Cấp độ       | Mặt sân  | Đối thủ               | Tỷ số                        |
| ------- | ---------- | ---------------- | ----------------------------- | ------------ | -------- | --------------------- | ---------------------------- |
| Á quân  | 0–1        | Th8 năm 2014     | Austrian Open, Áo             | 250 Series   | Đất nện  | David Goffin          | 6–4, 1–6, 3–6                |
| Vô địch | 1–1        | tháng 5 năm 2015 | Open de Nice, Pháp            | 250 Series   | Đất nện  | Leonardo Mayer        | 6–7(8–10), 7–5, 7–6(7–2)     |
| Vô địch | 2–1        | Th7 năm 2015     | Croatia Open, Croatia         | 250 Series   | Đất nện  | João Sousa            | 6–4, 6–1                     |
| Vô địch | 3–1        | Th8 năm 2015     | Swiss Open, Thụy Sĩ           | 250 Series   | Đất nện  | David Goffin          | 7–5, 6–2                     |
| Vô địch | 4–1        | Th2 năm 2016     | Argentina Open, Argentina     | 250 Series   | Đất nện  | Nicolás Almagro       | 7–6(7–2), 3–6, 7–6(7–4)      |
| Vô địch | 5–1        | Th2 năm 2016     | Mexican Open, Mexico          | 500 Series   | Cứng     | Bernard Tomic         | 7–6(8–6), 4–6, 6–3           |
| Á quân  | 5–2        | tháng 5 năm 2016 | Bavarian Championships, Đức   | 250 Series   | Đất nện  | Philipp Kohlschreiber | 6–7(7–9), 6–4, 6–7(4–7)      |
| Vô địch | 6–2        | tháng 5 năm 2016 | Open de Nice, Pháp (2)        | 250 Series   | Đất nện  | Alexander Zverev      | 6–4, 3–6, 6–0                |
| Vô địch | 7–2        | Th6 năm 2016     | Stuttgart Open, Đức           | 250 Series   | Cỏ       | Philipp Kohlschreiber | 6–7(2–7), 6–4, 6–4           |
| Á quân  | 7–3        | Th9 năm 2016     | Moselle Open, Pháp            | 250 Series   | Cứng (i) | Lucas Pouille         | 6–7(5–7), 2–6                |
| Vô địch | 8–3        | Th2 năm 2017     | Rio Open, Brazil              | 500 Series   | Đất nện  | Pablo Carreño Busta   | 7–5, 6–4                     |
| Á quân  | 8–4        | Th4 năm 2017     | Barcelona Open, Tây Ban Nha   | 500 Series   | Đất nện  | Rafael Nadal          | 4–6, 1–6                     |
| Á quân  | 8–5        | tháng 5 năm 2017 | Madrid Open, Tây Ban Nha      | Masters 1000 | Đất nện  | Rafael Nadal          | 6–7(8–10), 4–6               |
| Vô địch | 9–5        | Th2 năm 2018     | Argentina Open, Argentina (2) | 250 Series   | Đất nện  | Aljaž Bedene          | 6–2, 6–4                     |
| Á quân  | 9–6        | tháng 5 năm 2018 | Madrid Open, Tây Ban Nha      | Masters 1000 | Đất nện  | Alexander Zverev      | 4–6, 4–6                     |
| Vô địch | 10–6       | tháng 5 năm 2018 | Lyon Open, Pháp               | 250 Series   | Đất nện  | Gilles Simon          | 3–6, 7–6(7–2), 6–1           |
| Á quân  | 10–7       | Th6 năm 2018     | French Open, Pháp             | Grand Slam   | Đất nện  | Rafael Nadal          | 4–6, 3–6, 2–6                |
| Vô địch | 11–7       | Th9 năm 2018     | St. Petersburg Open, Nga      | 250 Series   | Cứng (i) | Martin Kližan         | 6–3, 6–1                     |
| Vô địch | 12–7       | Th3 năm 2019     | Indian Wells Masters, Mỹ      | Masters 1000 | Cứng     | Roger Federer         | 3–6, 6–3, 7–5                |
| Vô địch | 13–7       | Th4 năm 2019     | Barcelona Open, Tây Ban Nha   | 500 Series   | Đất nện  | Daniil Medvedev       | 6–4, 6–0                     |
| Á quân  | 13–8       | Th6 năm 2019     | French Open, Pháp             | Grand Slam   | Đất nện  | Rafael Nadal          | 3–6, 7–5, 1–6, 1–6           |
| Vô địch | 14–8       | Th8 năm 2019     | Austrian Open, Áo             | 250 Series   | Đất nện  | Albert Ramos Viñolas  | 7–6(7–0), 6–1                |
| Vô địch | 15–8       | Th10 năm 2019    | China Open, Trung Quốc        | 500 Series   | Cứng     | Stefanos Tsitsipas    | 3–6, 6–4, 6–1                |
| Vô địch | 16–8       | Th10 năm 2019    | Vienna Open, Áo               | 500 Series   | Cứng (i) | Diego Schwartzman     | 3–6, 6–4, 6–3                |
| Á quân  | 16–9       | Th11 năm 2019    | ATP Finals, Vương quốc Anh    | Finals       | Cứng (i) | Stefanos Tsitsipas    | 7–6(8–6), 2–6, 6–7(4–7)      |
| Á quân  | 16–10      | Th1 năm 2020     | Australian Open, Australia    | Grand Slam   | Cứng     | Novak Djokovic        | 4–6, 6–4, 6–2, 3–6, 4–6      |
| Vô địch | 17–10      | Th9 năm 2020     | US Open, Mỹ                   | Grand Slam   | Cứng     | Alexander Zverev      | 2–6, 4–6, 6–4, 6–3, 7–6(8–6) |
| Á quân  | 17–11      | Th11 năm 2020    | ATP Finals, Vương quốc Anh    | Finals       | Cứng (i) | Daniil Medvedev       | 6–4, 6–7(2–7), 4–6           |
| Á quân  | 17–12      | Th8 năm 2023     | Austrian Open, Áo             | 250 Series   | Đất nện  | Sebastián Báez        | 3–6, 1–6                     |

### Đôi: 3 (3 á quân)
| Giải đấu                     |
| ---------------------------- |
| Grand Slam tournaments (0–0) |
| ATP Tour Finals (0–0)        |
| ATP Tour Masters 1000 (0–1)  |
| ATP Tour 500 Series (0–0)    |
| ATP Tour 250 Series (0–2)    |

| Mặt sân       |
| ------------- |
| Cứng (0–0)    |
| Đất nện (0–3) |
| Cỏ (0–0)      |

| Kiểu sân         |
| ---------------- |
| Ngoài trời (0–3) |
| Trong nhà (0–0)  |

| Kết quả | Thắng-Thua | Ngày             | Giải đấu                  | Cấp độ       | Mặt sân | Đồng đội          | Đối thủ                          | Tỷ số            |
| ------- | ---------- | ---------------- | ------------------------- | ------------ | ------- | ----------------- | -------------------------------- | ---------------- |
| Á quân  | 0–1        | Th7 năm 2016     | Austrian Open, Áo         | 250 Series   | Đất nện | Dennis Novak      | Wesley Koolhof Matwé Middelkoop  | 6–2, 3–6, [9–11] |
| Á quân  | 0–2        | Th2 năm 2019     | Argentina Open, Argentina | 250 Series   | Đất nện | Diego Schwartzman | Máximo González Horacio Zeballos | 1–6, 1–6         |
| Á quân  | 0–3        | tháng 5 năm 2019 | Madrid Open, Tây Ban Nha  | Masters 1000 | Đất nện | Diego Schwartzman | Jean-Julien Rojer Horia Tecău    | 2–6, 3–6         |